# Philadelphia Independence
Philadelphia Independence is een Amerikaanse voetbalclub die uitkomt op het hoogste niveau voor vrouwenvoetbal in Amerika, de Women's Professional Soccer.

## Speelsters
Rugnummer, Naam.
- - Natasha Kai
- 1 Valerie Henderson
- 3 Allison Falk
- 4 Jen Buczkowski
- 5 Christina DiMartino
- 6 Lori Lindsey
- 7 Leigh Ann Robinson
- 8 Amy Rodriguez
- 10 Lianne Sanderson
- 13 Laura del Rio
- 14 Sinead Farrelly
- 15 Nikki Krzysik
- 16 Kia McNeill
- 17 Joanna Lohman
- 19 Danesha Adams
- 20 Gina DiMartino
- 21 Verónica Boquete
- 22 Lauren Barnes
- 23 Nicole Barnhart
- 24 Estelle Johnson
- 28 Lauren Fowlkes
- 39 Robyn Jones